# Betty Knox
Betty Knox (geboren als Alice Elizabeth Peden 10. Mai 1906 in Salina (Kansas); gestorben 25. Januar 1963 in Düsseldorf) war eine US-amerikanische Tänzerin und Journalistin.

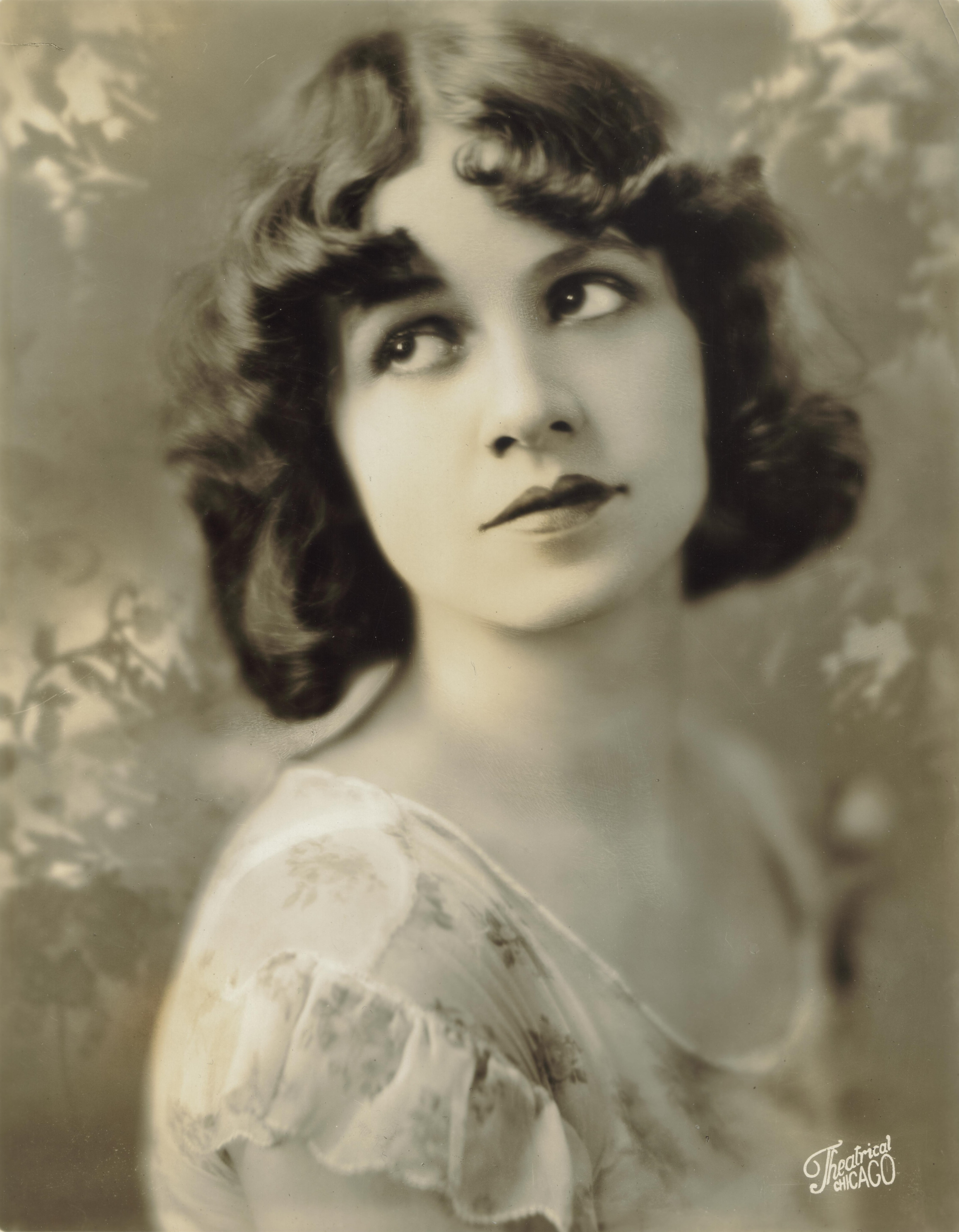
Betty Knox (1928)

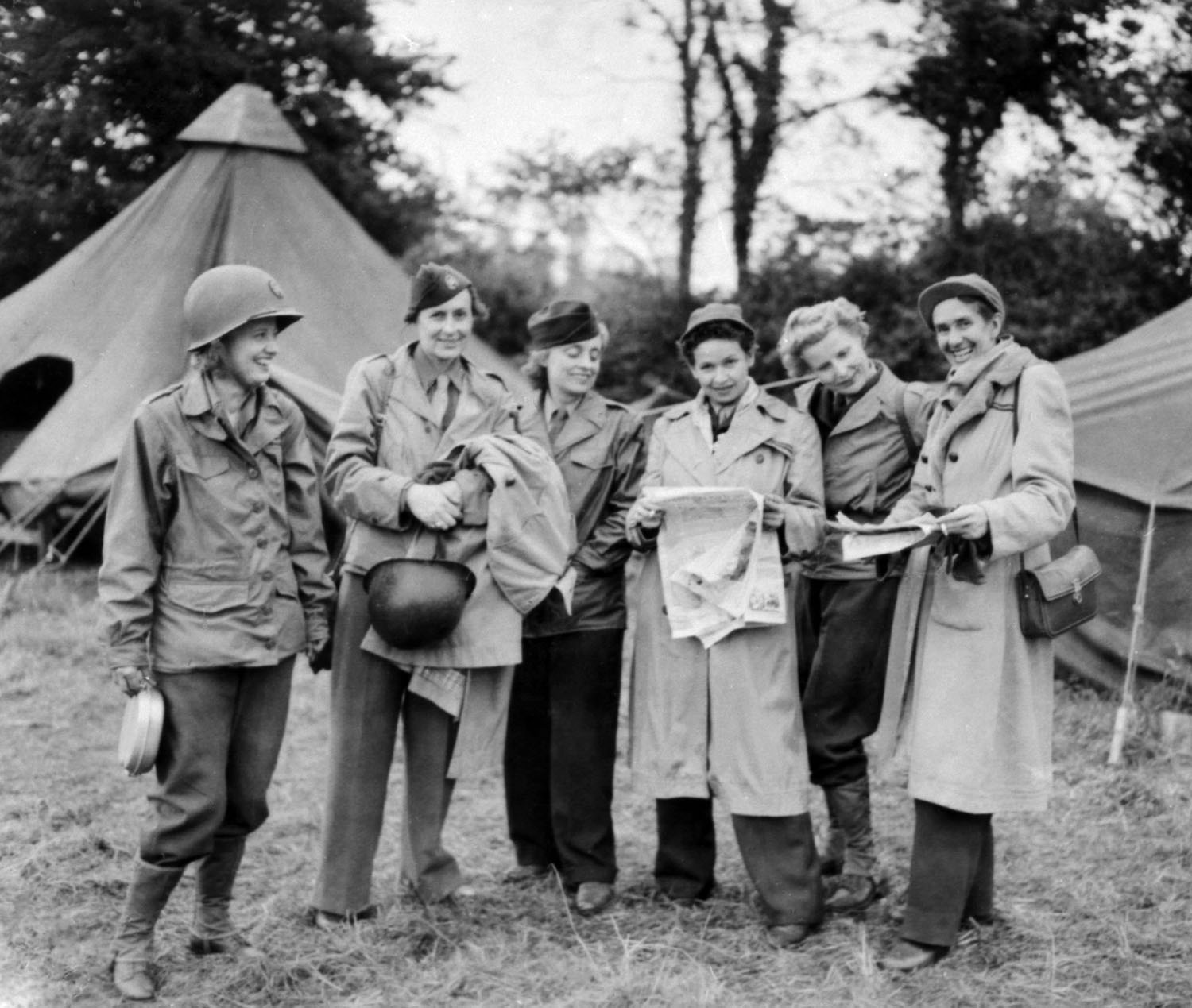
Betty Knox (3. von rechts) als Kriegsreporterin (1944)

## Leben
Elizabeth Peden war eine Tochter des Charley E. Peden und der Elizabeth Jane Anderson. Sie hatte eine unruhige Jugend und ging mit sechzehn Jahren nach Louisiana. Sie war einige Zeit mit Donald Knox verheiratet. Die Tochter, die aus dieser Ehe hervorging, wuchs bei den Großeltern Peden auf.
Betty Knox begann ihre künstlerische Karriere als Gruppentänzerin im Revuetheater. Ab 1928 trat sie in dem Varieté-Trio Wilson, Keppel and Betty auf, das Parodien auf vorgeblich orientalische Tänze unter Titeln wie Sand Dance und Dance of the Seven Veils in pseudo-ägyptischer Kleidung aufführte. 1932 ging sie mit den beiden Briten auf eine Tournee nach England, und sie blieben dann dort. 1936 und 1938 traten sie auch im Deutschen Reich auf.
Knox verließ 1941 das Trio und wurde Journalistin beim London Evening Standard, wo sie 1943 eine eigene Kolumne erhielt. 1944 ging sie nach der alliierten Invasion der Normandie als Kriegsreporterin der US Army auf den europäischen Kriegsschauplatz. Sie lernte Erika Mann kennen, die wie sie als Kriegsberichterstatterin arbeitete, und hatte mit ihr eine Affäre. Zu Silvester 1944 nahm Mann sie mit zu ihrer Familie nach Kalifornien. Nach Kriegsende wurden beide akkreditierte Reporterinnen beim Nürnberger Prozess gegen die Hauptkriegsverbrecher. Während Mann weiterhin für den Evening Standard schrieb und ihren eigenen journalistischen und politischen Interessen nachging, schrieb Knox als regelmäßige Berichterstatterin des amerikanischen Magazins Tomorrow auch noch von den Nachfolgeprozessen und dokumentierte auch eine Hinrichtung.
In den 1950er Jahren schrieb Knox aus Bonn für kanadische Zeitungen und führte in der deutschen Bundeshauptstadt einen internationalen Presseclub. Mit Mutter und Tochter lebte sie schließlich in Düsseldorf.